# Schlotheimia rusbyana
Schlotheimia rusbyana är en bladmossart som beskrevs av C. Müller och Nathaniel Lord Britton 1896. Schlotheimia rusbyana ingår i släktet Schlotheimia och familjen Orthotrichaceae. Inga underarter finns listade i Catalogue of Life.